# Cassandro (maschera)
Cassandro è una maschera della commedia dell'arte.
Di origine probabilmente senese, seppur la cosa non sia appurata, sappiamo che era interpretata dall'attore Gerolamo Salimbeni della Compagnia dei Gelosi nel 1580, e ancor prima dai Rozzi: credulone e sciocco quanto infido e guastafeste questa maschera appartiene al gruppo dei "vecchi", come Balanzone e Pantalone.
Il suo ruolo nelle commedie è quello di essere d'intralcio alle storie d'amore tra i giovani, spesso fungendo da antagonista al giovane.
Del suo costume originario non sappiamo quasi niente, la sua fisionomia si definì con precisione nel corso del Settecento quando, dimenticato a lungo dai canovacci delle commedie, fu riportato in auge da Chapelle, comico francese.
Proprio per tale ragione l'iconografia ce lo restituisce nelle vesti di questo periodo, con abito settecentesco fornito di parrucca giallastra, sormontata da un cappello a tricorno. Gli attributi che gli sono propri sono un paio di occhiali appuntiti sul naso, l'orologio o la tabacchiera.
Una maschera laziale del XIX secolo, Cassandrino o Pasquale, detto il monsignore, ha le stesse caratteristiche: da qui la disputa tra le due regioni sulla paternità della maschera.